# Richárd Rapport
Richárd Rapport (nacido el 25 de marzo de 1996 en Szombathely, Hungría) es un Gran Maestro de ajedrez rumano, antes húngaro. Es conocido por ser un prodigio del ajedrez, pues consiguió su título de Gran Maestro a la edad de 13 años, 11 meses y 6 días. Esto lo hace el gran maestro húngaro más joven de la historia. Fue Campeón de Ajedrez de Hungría en 2017. Es uno de los jugadores más originales y creativos del mundo, a menudo suele sorprender con jugadas novedosas e ideas inusuales muy tempranas en la apertura.

## Primeros años
Rapport nació en Szombathely, sus padres son Tamás Rapport y Erzsébet Mórocz, ambos economistas. Aprendió a jugar ajedrez a la edad de cuatro años con su padre.

## Títulos
En 2006 ganó el Campeonato europeo sub-10. Rapport consiguió el título de Maestro Nacional en 2008, y se convirtió en Maestro Internacional al año siguiente. En marzo de 2010, en el torneo Gotth'Arte Kupa realizado en Szentgotthárd, Hungría, consiguió la norma final y demás requisitos para obtener el título de Gran Maestro. Quedó segundo en ese torneo por detrás de su entrenador Alexander Beliavsky, y empatado con Lajos Portisch (uno de los jugadores no soviéticos más fuertes en la segunda mitad del siglo XX). De esta manera, a la edad de 13 años, 11 meses y 6 días, se convirtió en el gran maestro húngaro más joven de la historia (el récord anterior lo tenía Péter Lékó), y en aquel momento el quinto Gran Maestro de ajedrez más joven del mundo.

## Carrera

### 2013
En mayo, Rapport empató en el primer lugar con los GM Nigel Short y Nils Grandelius en el torneo Sigeman & Co, ganando en los desempates (resultados frente a frente); consiguiendo 4½ puntos de 7 (+3−1=3).
En diciembre, Rapport ganó el Campeonato de Ajedrez Europeo de Partidas Rápidas y finalizó en el cuarto lugar en el Campeonato de Ajedrez Europeo de Blitz.

### 2016
Del 20 al 23 de diciembre, Rapport ganó un match contra el jugador chino de 17 años Wei Yi, realizado en Yancheng, China. En aquel tiempo, Rapport era el jugador junior (menor de 21 años) con más alto puntaje ELO: 2717, y Wei Yi era el segundo con 2707. Empataron un match de cuatro partidas clásicas con una victoria para cada uno y dos empates, luego empataron en un match de desempate de dos partidas blitz, ganando una cada uno. El desempate final del match fue una partida Armageddon, la cual ganó Rapport con piezas negras.

### 2017
En el Torneo de Ajedrez Tata Steel, en enero de 2017 jugó su primera partida contra el número uno del mundo Magnus Carlsen, derrotándolo con blancas en 33 jugadas.
Ganó el Campeonato de Ajedrez de Hungría en mayo de 2017.

### 2018
En enero ganó el torneo Vergani Cup - Elite Open, realizado en Villorba, Italia. A finales del mismo mes en el prestigioso Torneo de Ajedrez de Gibraltar empató en el primer lugar con los GM Levon Aronian, Maxime Vachier-Lagrave e Hikaru Nakamura; en el desempate, perdió contra Vachier-Lagrave, quien a su vez, perdió el match final con Aronian..

### 2022
Tras llegar a un acuerdo de patrocinio con una empresa rumana, Rapport empezó a representar a Rumanía en los torneos.

### 2023
Rapport actuó como principal analista de Ding Liren en el Campeonato Mundial de Ajedrez 2023, en el que el jugador chino se proclamó campeón mundial.

## Vida personal
Está casado con la WGM Jovana Vojinović, de Serbia, país en el que vive desde que cumplió 18 años.